# Javier Valdivia
Javier Valdivia, né le 4 décembre 1941 à Guadalajara, est un footballeur mexicain, évoluant au poste d'attaquant.

## Biographie
Valdivia passe presque la totalité de sa carrière au sein du club où il fait ses débuts, les Chivas de Guadalajara. Il se forge durant onze années un palmarès impressionnant, avec une Coupe des champions de la CONCACAF, 5 titres de Championnats du Mexique, 2 Coupes du Mexique et 4 Supercoupes. Il joue sa dernière saison professionnelle avec le club du CSD Jalisco avant de raccrocher les crampons, en 1972.
Sélectionné par le Mexique pour la Coupe du monde de 1970, Javier Valdivia participe à tous les matchs de la sélection dans la compétition, inscrivant un doublé contre le Salvador. Son bilan avec la Tri est de sept buts inscrits en vingt-trois sélections.

## Palmarès
- Vainqueur de la Coupe des champions de la CONCACAF en 1962 avec les Chivas de Guadalajara
- Finaliste de la Coupe des champions de la CONCACAF en 1963 avec les Chivas de Guadalajara
- Champion du Mexique en 1961, 1962, 1964, 1965 et 1970 avec les Chivas de Guadalajara
- Vainqueur de la Coupe du Mexique en 1963 et 1970 avec les Chivas de Guadalajara
- Vainqueur de la Supercoupe du Mexique en 1961, 1964, 1965 et 1970 avec les Chivas de Guadalajara